# Baron Ellenborough
Baronowie Ellenborough 1. kreacji (parostwo Zjednoczonego Królestwa)
- 1802–1818: Edward Law, 1. baron Ellenborough
- 1818–1871: Edward Law, 2. baron Ellenborough, kreowany w 1844 r. 1. hrabią Ellenborough i 1. wicehrabią Southam
- 1871–1890: Charles Edmund Towry-Law, 3. baron Ellenborough
- 1890–1902: Charles Towry Hamilton Towry-Law, 4. baron Ellenborough
- 1902–1915: Edward Downes Law, 5. baron Ellenborough
- 1915–1931: Cecil Henry Law, 6. baron Ellenborough
- 1931–1945: Henry Astell Law, 7. baron Ellenborough
- 1945 –: Richard Edward Cecil Law, 8. baron Ellenborough

Najstarszy syn 8. barona Ellenborough: Rupert Edward Henry Law
Najstarszy syn najstarszego syna 8. barona Ellenborough: James Rupert Thomas Law